# Main de gloire

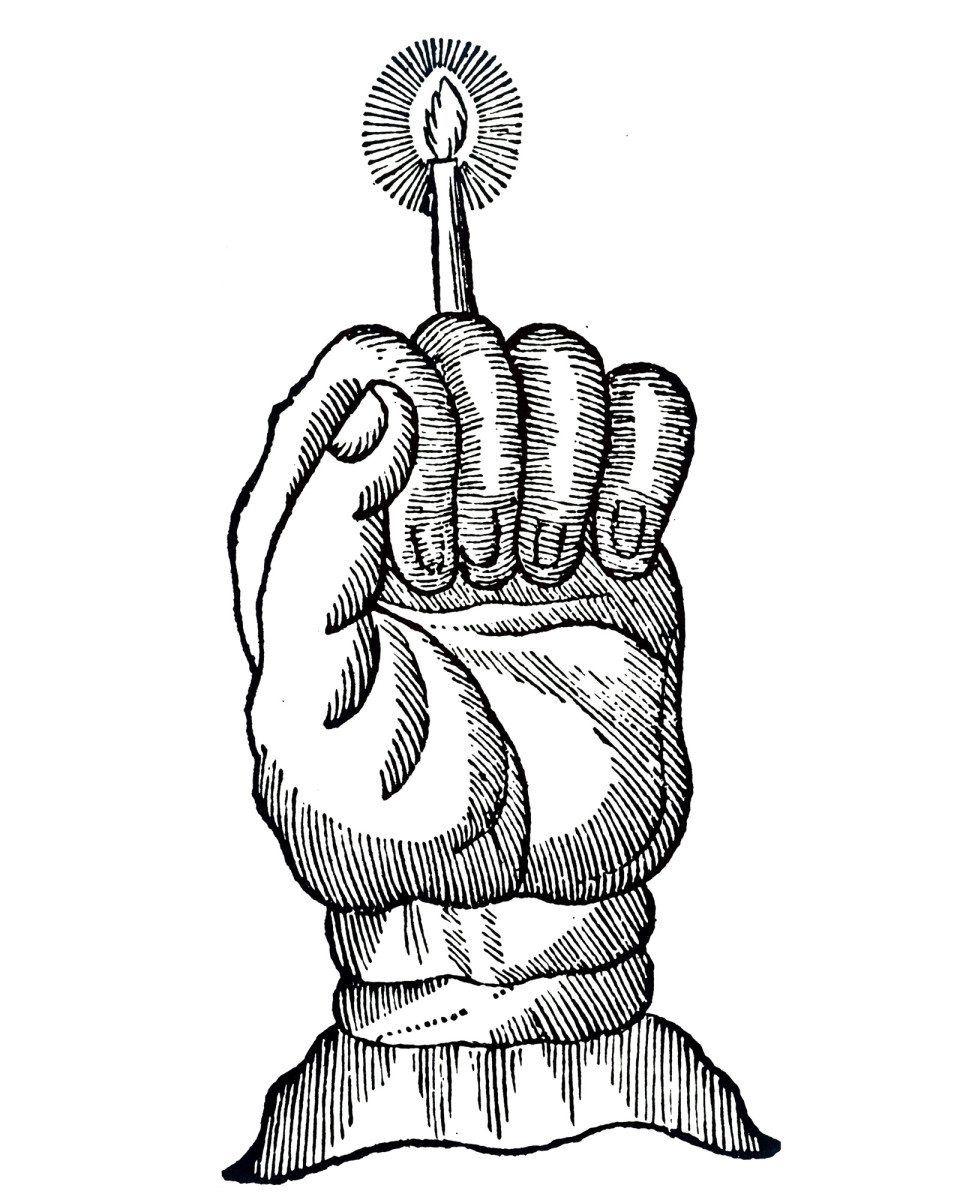
Main de gloire, gravure du Petit Albert

Une main de gloire un objet prétendument magique, réalisé à partir d'une main humaine momifiée transformée en chandelle macabre selon un protocole magique décrit dans grimoire de magie dit Le Petit Albert. La main de gloire devait assurer à son propriétaire de pouvoir pénétrer dans les maisons pour les voler en toute impunité. Cet objet magique sera parfois évoquée par les peintres flamands du XVIIe siècle dans des scènes de sorcellerie et par des écrivains, notamment au cours de l'époque romantique.

## La mandragore, origine du terme
Les chercheurs s'accordent pour faire dériver l’expression main de gloire du nom de la mandragore,, via le terme  mandegloire, attesté à la fin du XIIe siècle dans Floire et Blancheflor, et en 1436 dans le Glossaire de Salins. Un certain frère Richard, franciscain qui prêchait à Paris en 1421, fit élever des bûchers des vanités où il brûla, dit-on, plusieurs mains de gloire ; il s'agissait sans doute de mandragores.
Par corruption, le terme se serait ensuite séparé en main de gloire,. Mandragore et main de gloire sont décrits comme exacts synonymes dans un recueil illustré de botanique de 1566 ou encore dans un dictionnaire quadrilingue de 1700. Man de gorre en est l'équivalent du terme en langue d'oc. Le terme sera ensuite traduit littéralement en anglais par Hand of Glory.
Au fil du temps, les deux termes, d'abord synonymes, vont diverger. La mandragore va rester la plante et sa racine aux vertus magiques supposées, tandis que la main de gloire va elle-même se diviser en deux objets différents.

## Un terme, deux objets
La main de gloire va en effet correspondre à deux objets bien différents : une boite magique contenant une racine à faire fructifier l'argent, et la main d'un cadavre qui sert aux voleurs. Certains dictionnaires (dont le Dictionnaire Larousse de 1933) admettent les deux définitions pour main de gloire : la main de pendu desséché pour rendre immobile et une « racine de mandragore » pour multiplier l'argent et découvrir des trésors.

### Boite à fructifier l'argent
Dans son Dictionnaire universel contenant généralement tous les mots françois, tant vieux que modernes, et les termes de toutes les sciences et des arts paru en 1690, Antoine Furetière définit l'objet comme :  « Main de gloire : est une mandragore, ou quelquechose qui en a la figure, enfermée dans une boëte, que donnent des sorciers ou charlatans à quelques avares crédulés, auxquels ils font accroire qu'en faisant quelques cérémonies, l'argent qu'on mettra auprès doublera tous les jours. » On retrouve d'ailleurs l'association entre Mandragore et la main de gloire. Cette définition est reprise presque à l'identique dans le Dictionnaire des arts et des sciences en 1694.
Dans un recueil de proverbes de 1577, on trouve : « L'argent ne fructifie pas mais il sert de main de gloire ». Ce proverbe cité semble évoquer plutôt un objet attirant l'argent.
Une recette de fabrication décrit comment la fabriquer à partir de poils de juments en chaleur à mettre en pot d'où naitra une sorte d'être serpentiforme qu'il faudra garder dans une boite et qui pourra faire doubler l'argent qui y sera déposé.

### La main des voleurs
Mais le sens le plus souvent relié à l'expression est celui d'une main de cadavre préparée selon un rite magique afin de garantir la sécurité aux voleurs.

#### Origine
La tradition d'une main de cadavre utile aux voleurs semble ancienne, sans doute indépendante de la racine de mandragore et du terme de main de gloire. À ce sujet, des auteurs ont remarqué une curieuse analogie avec un conte très ancien d'origine égyptienne, raconté par Hérodote, où un voleur utilise une main de mort pour échapper à ses poursuivants. Dans ce conte, la main n'est pas un objet magique mais sert d'astuce à un voleur malin.
Bernardino de Sahagún raconte au XVIe siècle une étonnante convergence de tradition chez les amérindiens du Mexique : les voleurs, guidés par un sorciers, devaient obtenir par vol l'avant-bras (« du coude à la main ») d'une femme morte pendant sa première couche. Arrivant devant le seuil de la maison, ils frappaient du sol avec ce bras de cadavre et pouvait commettre leur forfait tranquillement : « On disait que, par ce fait, tous ceux de la maison s'endormaient ou restaient inertes, de manière que personne ne pouvait ni parler ni se mouvoir ; ils étaient comme morts, bien qu'ils entendissent et vissent tout ce qui se faisait devant eux. Quelques-uns dormaient réellement et ronflaient. Entre-temps, les voleurs allumaient des chandelles, [...] » Ce motus operandi, remarqué par James George Frazer, est étonnant de similarité avec la tradition européenne de la main de gloire, y compris l'allusion aux chandelles. S'agit-il réellement d'une tradition amérindienne ou d'une retranscription de la légende européenne ? Bernardino de Sahagún ajoute que l'immobilité des membres de la maisonnée permettait aux malfrats non seulement de piller les richesses mais aussi d'abuser des femmes, type de méfait qui n'est jamais signalé dans les histoires européennes.
L'archéologue Waldemar Deonna fait le lien entre la superstition d'une main qu'on transforme en candélabre, et la représentation très commune dans de nombreuses traditions et religions de rayons lumineux sortant des mains de saints ou de divinités.
Augustin Cabanès rapporte que la main de gloire joue un grand rôle dans les procès criminels des XIVe, XVe et XVIe siècles : « Les anciennes coutume de la ville de Bordeaux nous apprennent que, dans le XIVe siècle, on y punit de mort les voleurs qui pillaient les maisons, où ils s'introduisaient au moyen d'une lumière magique, qu'il plaçaient dans la main desséchée d'un enfant mort avant d'être baptisé, ou dans celle d'un pendu, et que la clarté de cette lumière terrifiait tellement ceux qui la regardaient qu'ils livraient eux-mêmes tout ce qu'il possédaient ». Des inventaires mobiliers recensant les possessions des bourgeois de Dijon au XVe siècle font état d'un bourgeois possédant deux mains de gloire.
La première représentation graphique d'une main de gloire semble apparaître dans une scène de sorcellerie d'une une gravure de 1565 par Jérôme Cock à partir d'un dessin original de Pieter Brueghel l'Ancien,.

#### Description

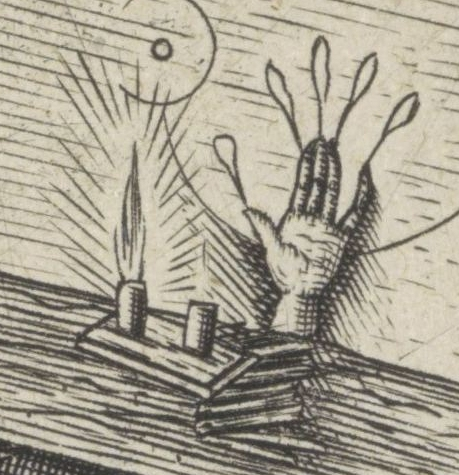
Détail de la gravure Saint Jacques et le magicien Hermogène datant de 1565 par Hieronymus Cock à partir d'un original de Brueghel

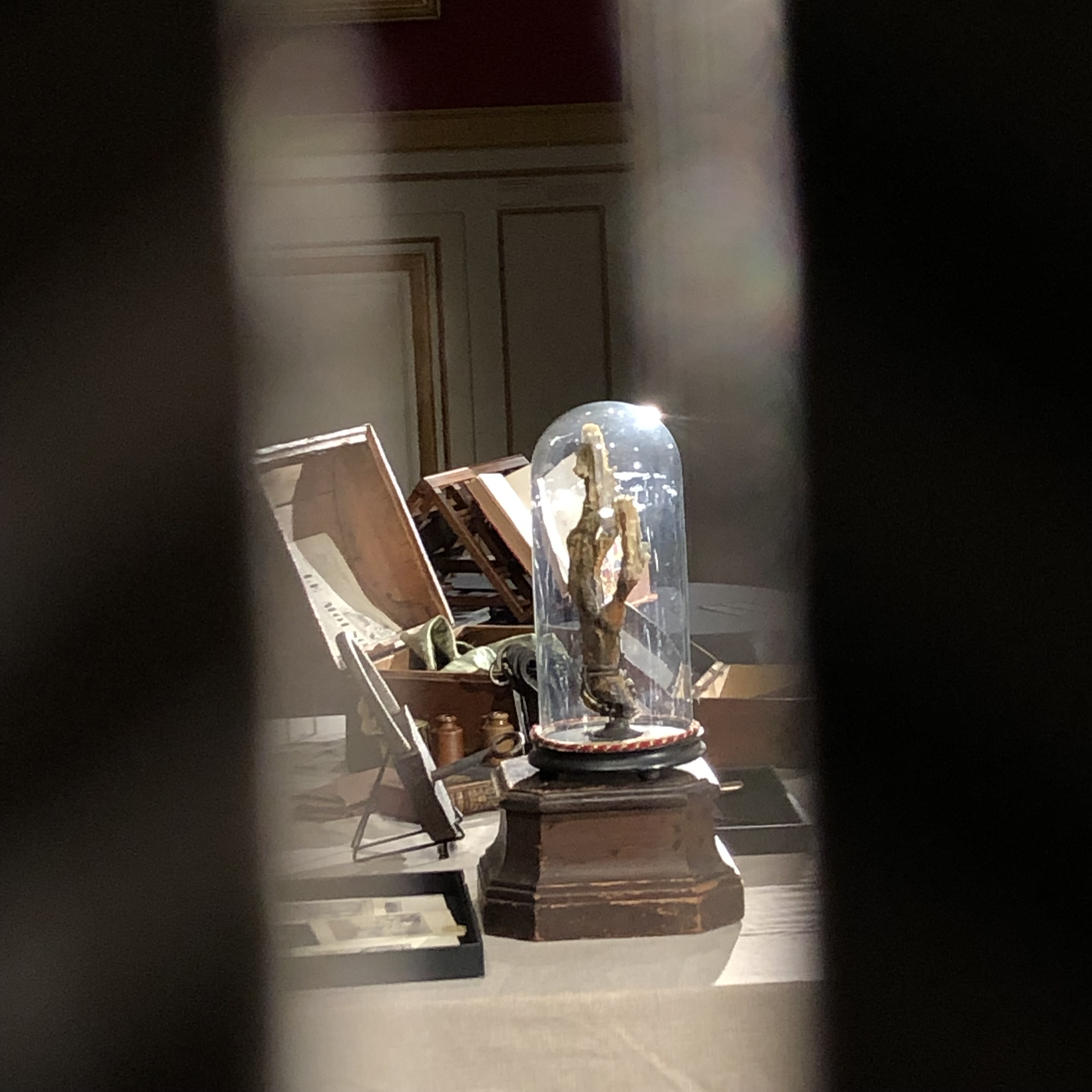
Main de gloire de la collection Antre-Cave, présentée lors d'une performance au Musée de l'Armée (nocturne du 1er novembre 2024)

C'est dans le grimoire de magie dit Le Petit Albert, publié la première fois en 1668, que l'on trouve la description la plus souvent utilisée de la main de gloire, y compris dans les publications en anglais,. Sa description et sa recette apparaissent presque à l'identique en 1710 chez Laurent Bordelon et dans toutes les éditions successives du Petit Albert,,,.
L'auteur du Petit Albert commence par avouer qu'il n'a jamais testé lui-même les pouvoirs de l'objet, mais il affirme avoir assisté à trois interrogatoires de brigands sous la torture qui avouèrent avoir utilisé une main de gloire.
La main (droite ou gauche) doit être celle d'un pendu, « exposé sur les grands chemins ». Elle doit être enveloppée dans un suaire puis pressée pour en extraire le sang. Elle doit ensuite être enterrée dans un vase en terre pendant plusieurs jours puis momifiée au soleil d'été ou même dans un four. Quand la main est bien sèche, on l'utilise enfin comme un chandelier à l'aide de graisse humaine, elle aussi obtenue à l'aide d'un supplicié pendu,.
Sa fonction est de garantir aux voleurs de réaliser leurs forfaits en sécurité, en effet, : « Dans tous les lieux où l’on va avec ce funeste instrument, ceux qui y sont demeurent immobiles, et ne peuvent non plus remuer que s’ils étaient morts. »
Il existe toutefois une façon pour les propriétaires de s'en prémunir : « Les voleurs ne peuvent se servir de la main de gloire, quand on a eu la précaution de frotter le seuil de la porte avec un onguent composé de fiel de chat noir, de graisse de poule blanche et de sang de chouette, lequel onguent doit être fait dans la canicule. »
Jacques Collin de Plancy dans son Dictionnaire infernal reprend presque exactement la recette de fabrication du Petit Albert : 

« Ce que les sorciers appellent main de gloire est la main d’un pendu, qu’on prépare de la sorte : on l’enveloppe dans un morceau de drap mortuaire, en la pressant bien, pour lui faire rendre le peu de sang qui pourrait y être resté; puis on la met dans un vase de terre, avec du sel, du salpêtre , du zimat et du poivre long , le tout bien pulvérisé. On la laisse dans ce pot l’espace de quinze jours ; après quoi on l’expose au grand soleil de la canicule, jusqu’à ce qu’elle soit parfaitement desséchée; si le soleil ne suffit pas, on la met dans un four chauffé de fougère et de verveine. On compose ensuite une espèce de chandelle avec de la graisse de pendu, de la cire vierge et du sésame de Laponie ; et on se sert de la main de gloire, comme d’un chandelier, pour tenir celle merveilleuse chandelle allumée. »

#### Variantes, sans main de pendu
Dans son Compendium Maleficarum publié en 1608, le prêtre Francesco Maria Guazzo décrit comment les sorcières utilisent une main de cadavre ointe d'huile démoniaque qui endort les gens pendant que les doigts de la main brulent.
En Suisse, une tradition rapportée au 19e siècle dans le canton de Berne se rattache à la main de gloire, mais dans une version encore plus sinistre : la main doit être celle du cadavre d'un enfant mort sans avoir été baptisé. Toujours dans le monde germanique, Jacob Grimm rapporte la même tradition sous la forme du pouce seulement du nouveau-né non baptisé.
Un autre auteur allemand, Ernst Moritz Arndt, en rajoute dans l'horreur puisqu'il raconte que le doigt doit être prélevé sur le fœtus prélevé après la mort d'une mère coupable et exécutée ou noyée.
Dans une revue folklorique de Poméranie de 1893 est rapporté un conte présentant une certaine analogie : un commerçant d'une ville de Poméranie ultérieure avait un doigt de péché (le doigt d'une personne exécutée) caché un récipient utilisé pour distribuer de l'alcool. Grâce à cela, les clients affluaient en grand nombre et son entreprise prospéra. En nettoyant le tonneau, un domestique remarqua le doigt blanc comme de la craie et décoloré et dénonça son maître aux autorités. Ce dernier fut sévèrement puni et le doigt lui fut confisqué. Si le vol est absent, on retrouve l'idée d'enrichissement à l'aide d'un doigt de supplicié.
Avec l'évolution des modes d'exécutions à la fin du 18e siècle, les pendus disparaissent et l'objet magique plus difficile à se procurer car, comme le dit Collin de Plancy :  « depuis qu’on ne pend plus chez nous, ce doit être chose rare. ». Les sorciers font donc évoluer leurs recettes ; une variante moderne propose de prélever le pouce gauche d'un cadavre, coupé à la pleine lune, sur un corps enterré depuis neuf semaines. Cette amulette aurait circulé parmi les voleurs au début du 20e siècle.

### Tentatives de synthèse
Si la racine mandragore, la boite magique et la main de pendu apparaissent bien différents, ils possèdent l'idée commune d'obtenir des richesses.
Élie Reclus tente une synthèse des deux objets en imaginant que la puissance magique attribuée à la mandragore au travers de sa main (par la corruption de nom nom en main de gloire) ait pu se transformer en un autre objet issu des puissances de la terre et de la mort. Mais sa démonstration reste spéculative, et l'auteur le reconnait avec humour : « La lumière que nous projetons sur le problème est fumeuse, sommes-nous obligés d'avouer. On fait ce qu'on peut. »
L'utilisation d'une mandragore magique pour découvrir argent et trésor est bien connue, présente par exemple dans le conte Isabelle d'Égypte d'Achim von Arnim. La racine de la mandragore est également connue pour ses vertus sédatives et narcotiques puissantes (au moins depuis Xénophon), elle a pu être utilisée pour provoquer l'endormissement, et prendre ensuite la représentation d'une main par corruption de son vocable en mandeloire, puis main de gloire.
Il est possible également d'envisager deux traditions qui convergent puis se réunissent : la main magique momifiée servant aux voleur, et le terme de main de gloire provenant d'une déformation linguistique de la mandragore, autre objet de fantasmes magiques.

## Un récit récurrent
La description d'une main humaine utilisé comme un chandelier magique par des voleurs pour endormir les propriétaires d'une auberge et leurs voyageurs est raconté dans une anecdote publiée en 1593 par Martín Antonio Delrío. Une jeune servante surprend les préparatifs des voleurs et permet de les démasquer. Se voulant un ouvrage de recherche, il s'agit plus probablement de la retranscription d'une histoire déjà circulant que d'une invention littéraire. Cette version est la première publiée d'une histoire qui se rencontre dans diverses parties de l'Europe  pendant des siècles, selon le schéma d'une légende urbaine. Cette histoire avec quelques variantes se retrouve en effet dans plusieurs contes du nord de l'Angleterre,,, en Flandres, ou encore en Allemagne.
La même histoire est réutilisée par Marcel Schwob dans un court récit intitulé La Main de gloire, paru dans L'Écho de Paris en 1893.

## Témoignages et réalité
Il a été rapporté que le trafic de mains de gloire pouvait aussi arrondir les émoluments des bourreaux de l'Ancien Régime, ce qui accréditerait son utilisation.
En 1826, un journal de Glasgow rapporte le procès en diffamation que gagne une laitière accusée de sorcellerie par son voisin. Ce dernier affirmait avoir vu tomber de sa poche une main de cadavre enveloppée dans un linceul, pour améliorer la qualité de son lait.
Henry Ellis rapporte un article de journal datant de 1831 où il est décrit comment trois voleurs irlandais ont tenté de commettre un larcin dans le comté de Meath à l'aide d'une main de gloire. La tentative échoue et la main inefficace est abandonnée par les voleurs.
Un professeur d'anatomie de Washington écrit en 1888 qu'une main lui a été volée à des fins de sorcellerie, pour « la chance, et espérer trouver de l'argent et un trésor. ».

### La main de gloire de Whitby

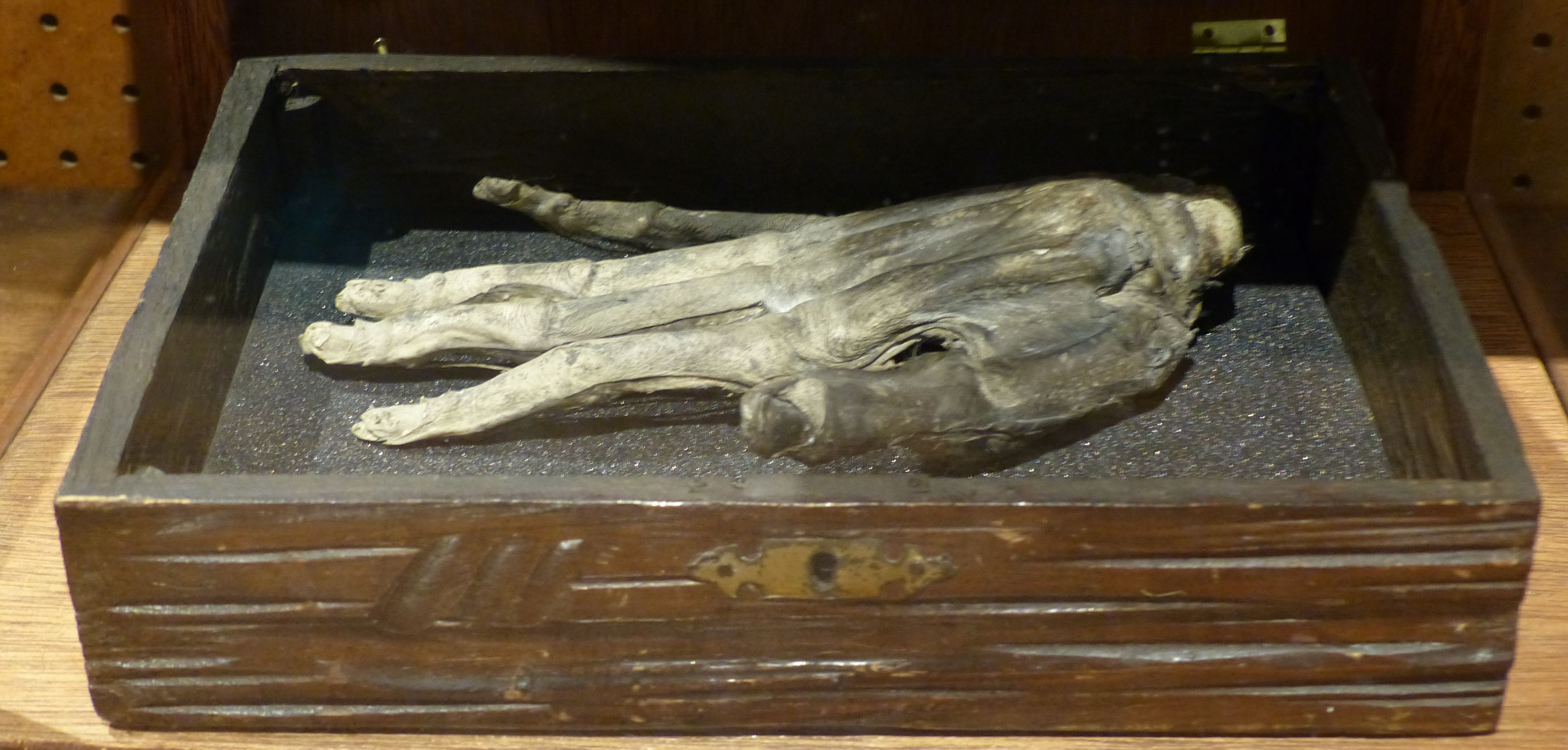
main momifiée, exposée comme une main de gloire au musée de Whitby

La main momifiée de Whitby est parfois décrite comme la seule main de gloire connue. Elle se trouve au Whitby Museum. Donnée au musée en 1935, elle a été découverte dans le Hawthorn Cottage à Danby par le tailleur de pierre et historien local, Joseph Ford. Il s'agit bien d'une main humaine momifiée, mais rien ne permet d'affirmer qu'elle a été fabriquée et utilisée comme une main de gloire.

## Dans les arts

### Arts graphiques

#### La gravure typique
La main de gloire est souvent associée à une représentation typique d'un poing fermé enserrant une bougie. Charles Lancelin fait provenir l'image originale d'une gravure sur bois du XVIIe siècle. Cette gravure apparaît dans presque toutes les éditions illustrées du Petit Albert à partir de 1704,,,. Si le sujet est identique, il s'agit dans chaque édition d'une image différente. Le plus souvent une main gauche,, et parfois droite. La gravure est absente de l'édition de 1751, pourtant illustrée.

#### Dans les représentations de sorcellerie auxXVIesiècleetXVIIesiècle
Une série de mains de gloire va accompagner plusieurs œuvres flamandes au XVIe siècle et XVIIe siècle, toujours dans un contexte de sorcellerie.
Une main de gloire apparait dans une gravure de 1565 par Hieronymus Cock à partir d'un original de Brueghel. La scène illustrant le combat entre Saint Jacques et le magicien Hermogène sert à Brueghel d'évoquer une scène de sorcellerie grouillante de monstres. Une main de gloire où cinq flammes sont allumées dans chacun des doigts est posée sur le rebord de la cheminée. Si la représentation correspond bien à la main humaine sous forme de chandelier, le contexte est celui d'un sabbat de sorcellerie, mais pas d'une bande de voleurs.
Poser une main de gloire sur un rebord d'une cheminée sera reprise dans plusieurs œuvres ultérieures, toujours dans des scènes de sorcellerie : une gravure accompagnant un pamphlet de 1594 relatif au procès des sorcières de Trèves (en), plusieurs tableaux de David Teniers le Jeune et de Frans Francken le jeune,,, ainsi qu'un dessin anonyme du XVIIe siècle intitulé Le Chaudron des sorcières (conservé dans le Cabinet des estampes de la Bibliothèque nationale).

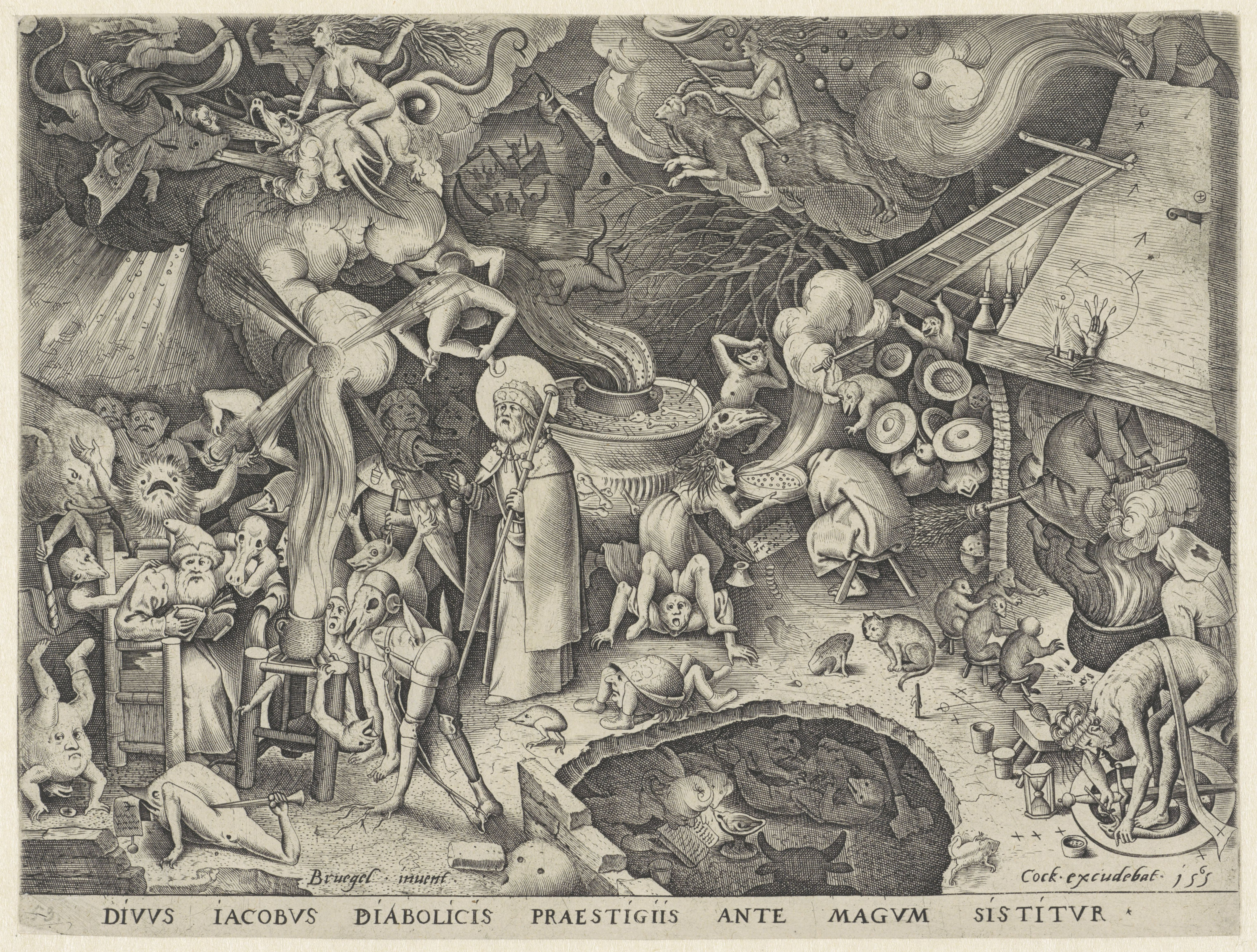
Saint Jacques et le magicien Hermogène, gravure de 1565 par Hieronymus Cock à partir d'un original de Brueghel.
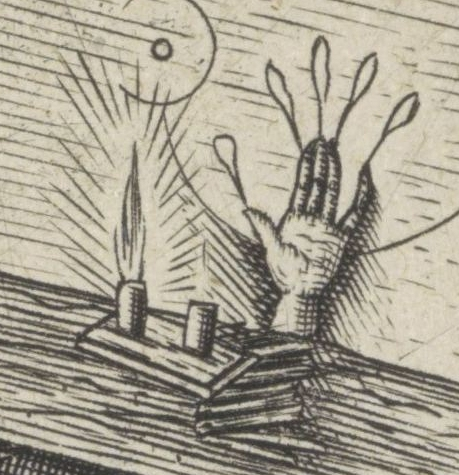
Détail de la gravure précédente.
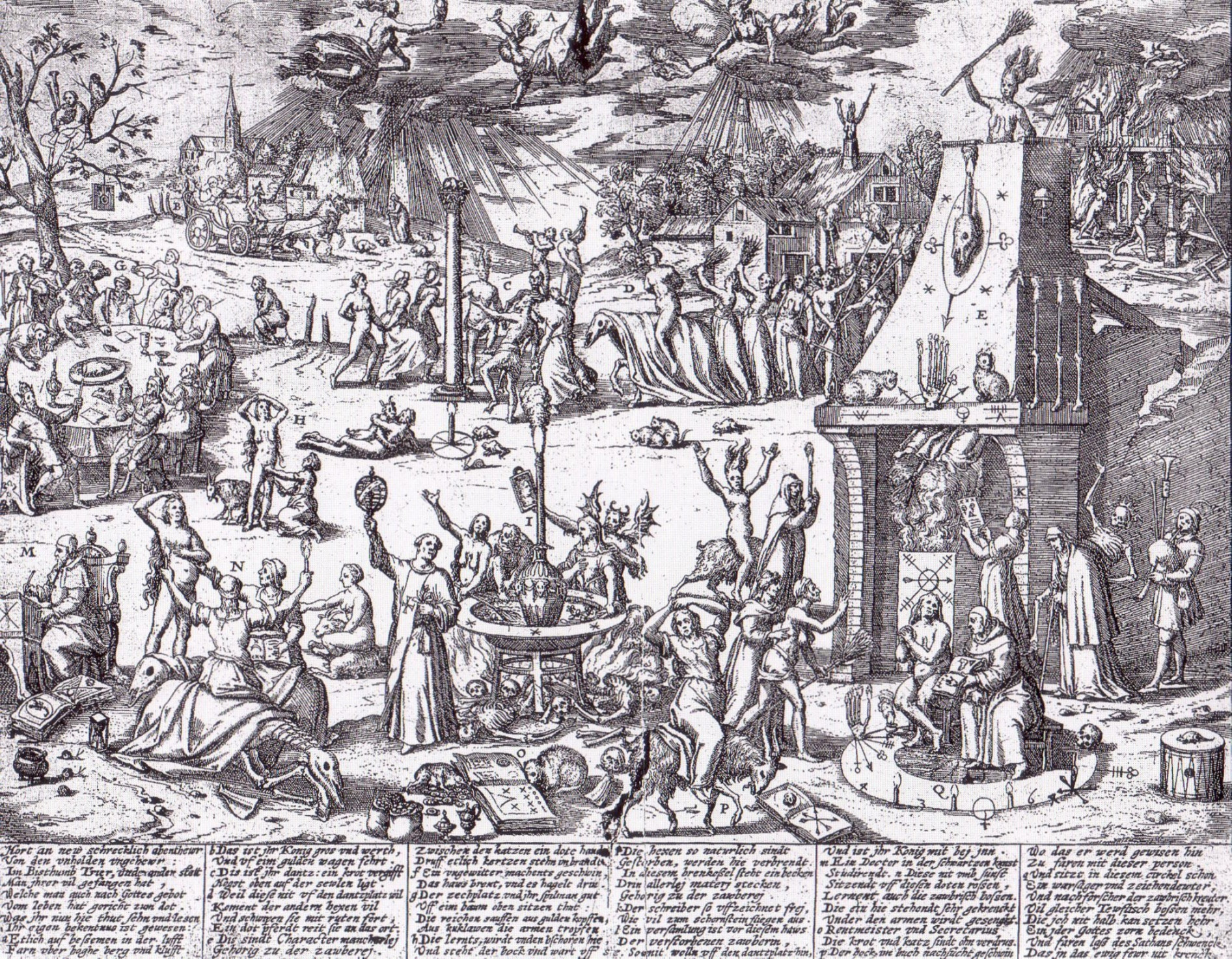
Le Sabbat des sorcières, gravure accompagnant le pamphlet de 1594 relatif au procès des sorcières de Treves. Une main de gloire est au dessus de la cheminée , une autre dans le cercle magique.
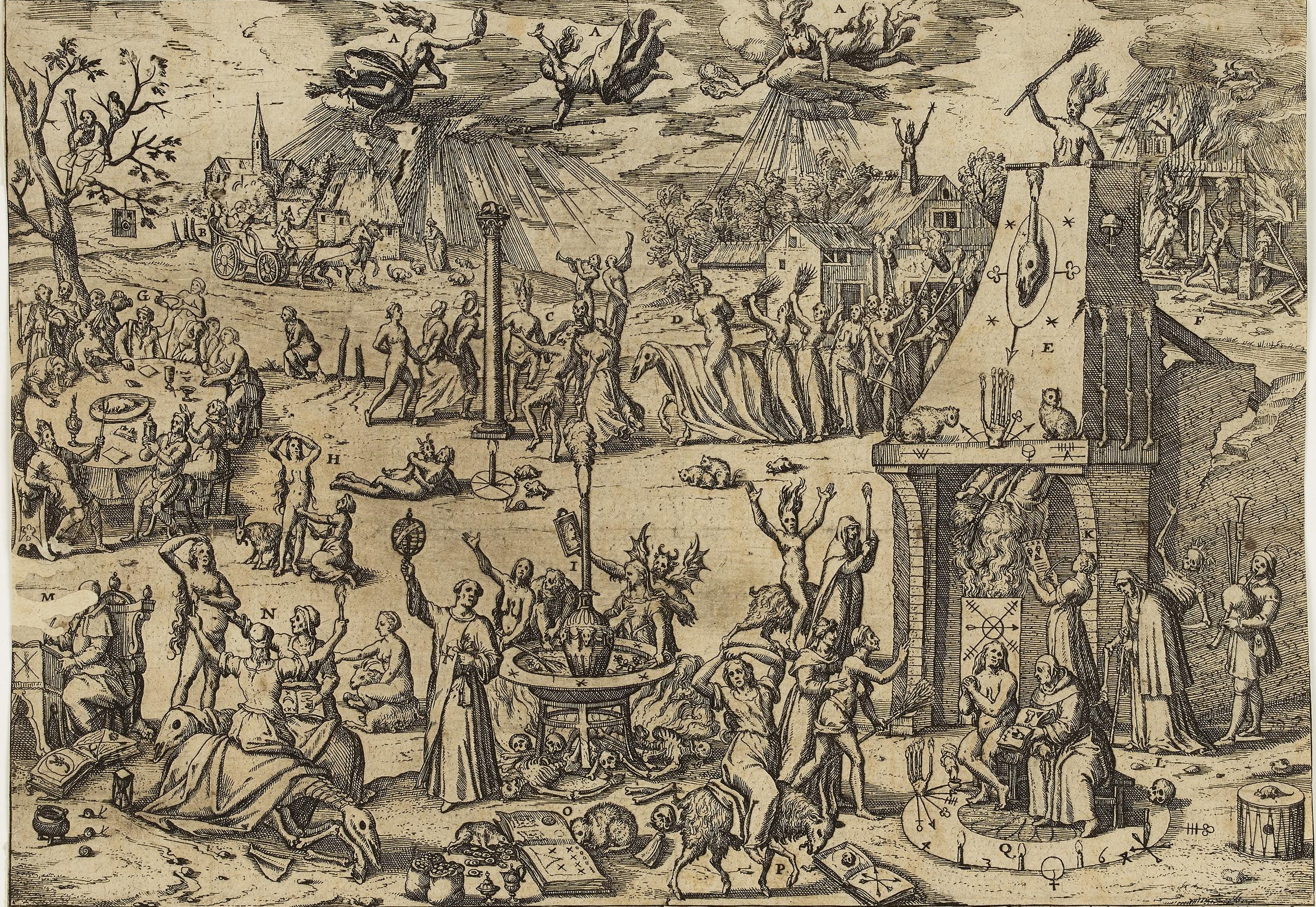
Le Sabbat des sorcières, gravure d'un auteur inconnu vers 1600. Une main de gloire est au dessus de la cheminée , une autre dans le cercle magique.
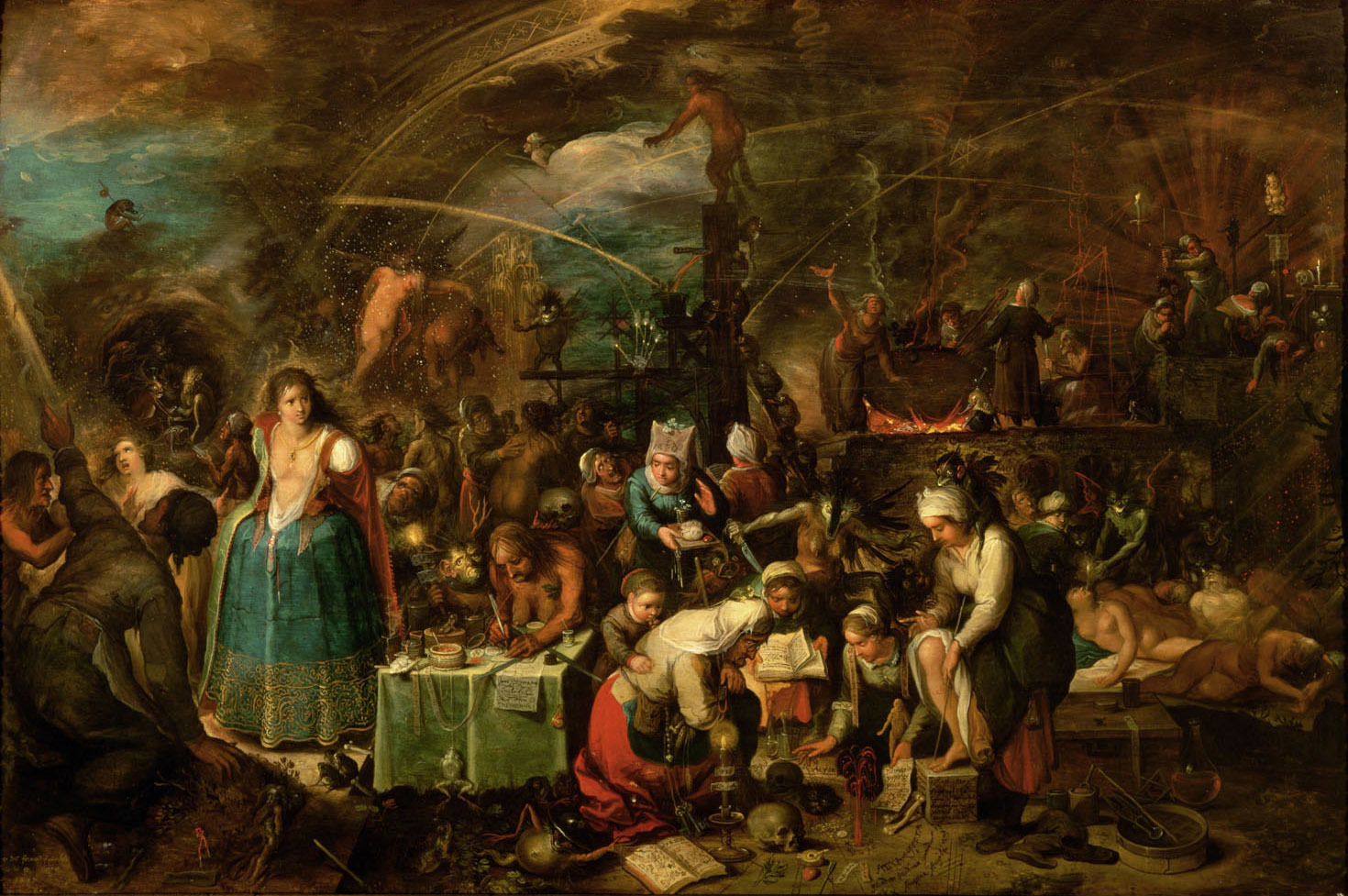
main de gloire au centre de la peinture Le Sabbat des sorcières par Frans Francken II en 1607.
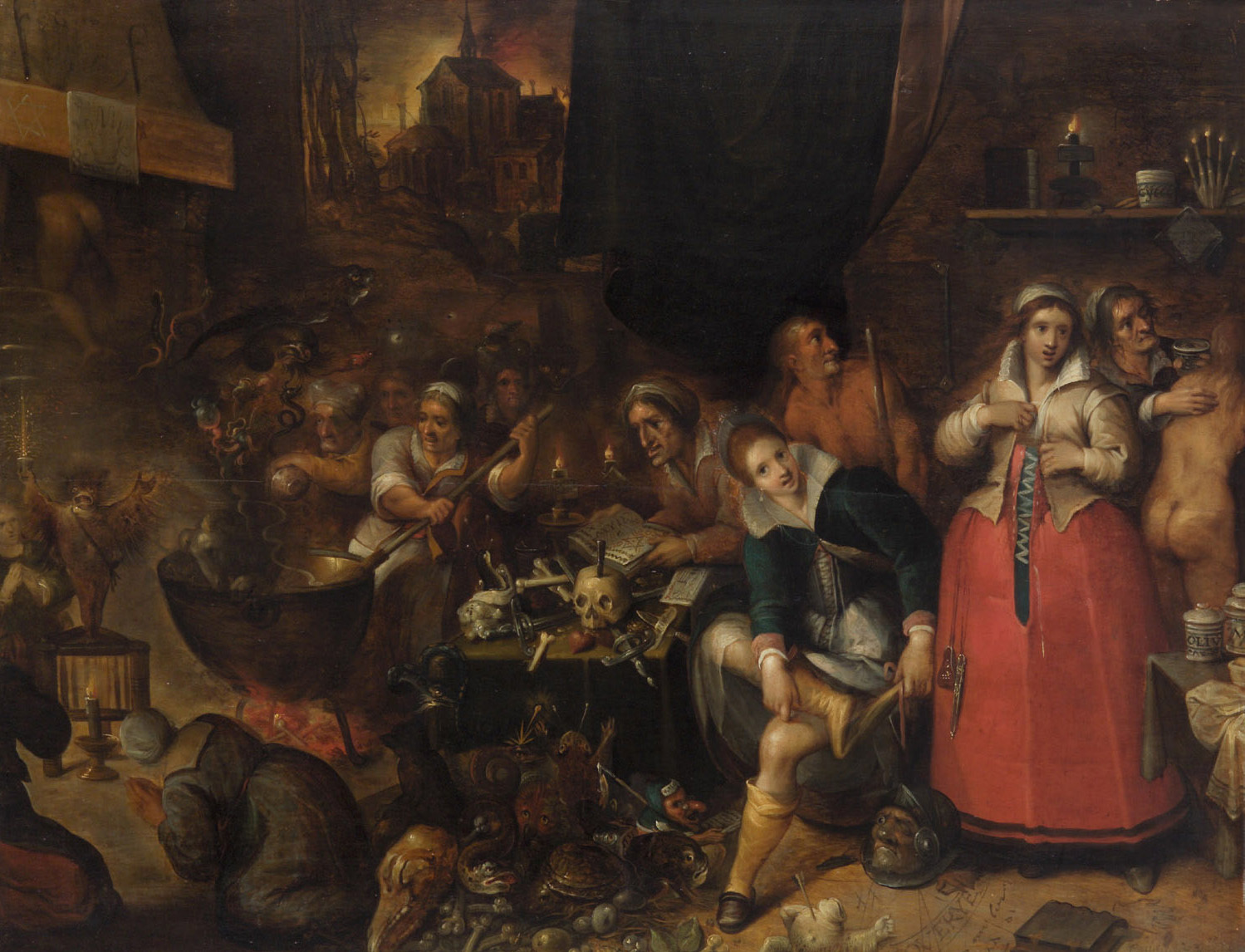
La cuisine des sorcières par Frans Francken II vers 1610. La main de gloire est sur l'étagère.
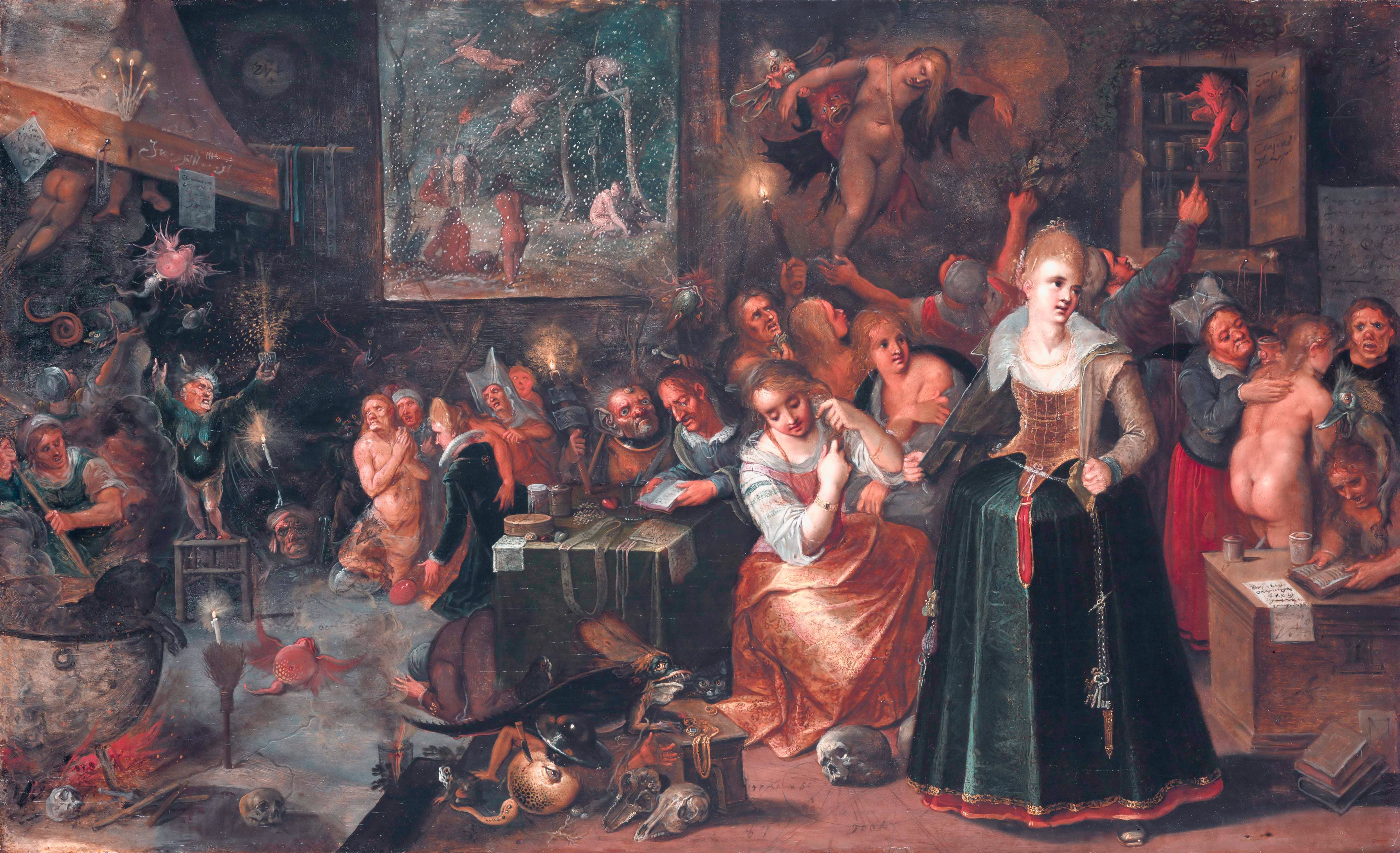
Le Sabbat des sorcières par Frans Francken II vers 1610. La main de gloire est au dessus de la cheminée.
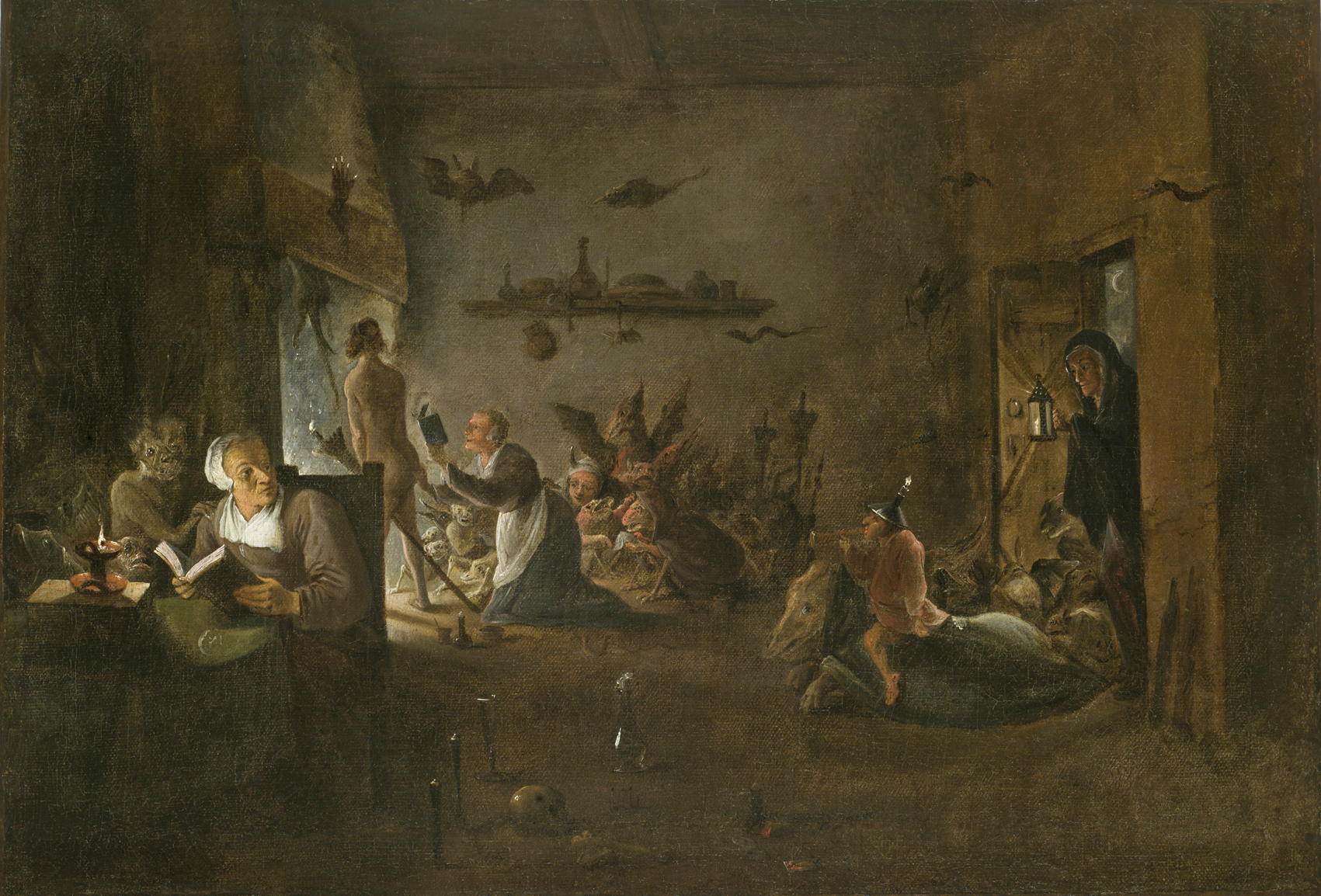
Préparation pour le sabbat par David Teniers le Jeune. La main de gloire est au dessus de la cheminée.
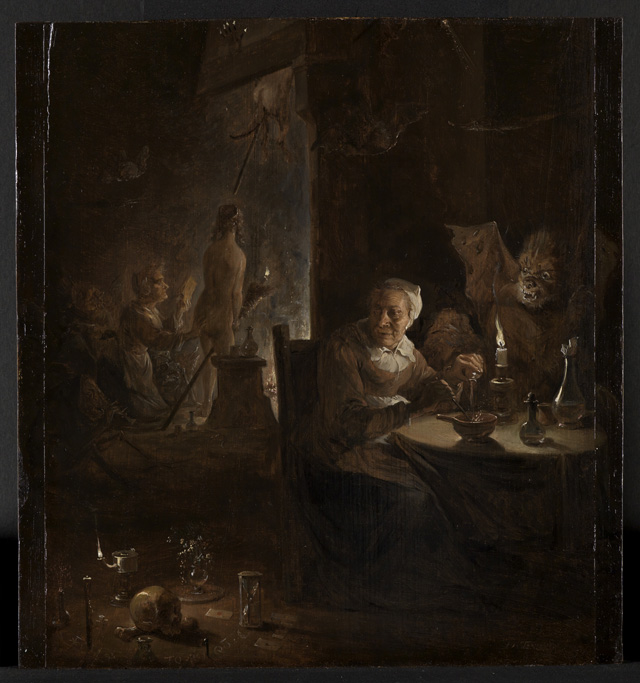
La Cuisine des sorcières par David Teniers le Jeune. La main de gloire est au dessus de la cheminée.
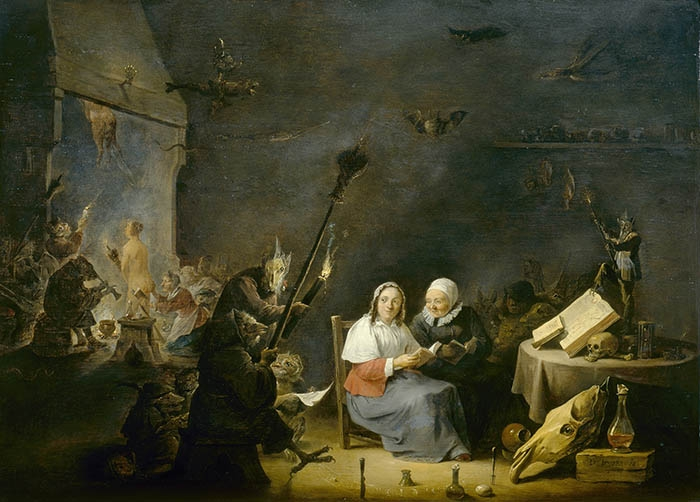
L’Initiation des sorcières par David Teniers le Jeune. La main de gloire est au dessus de la cheminée.

#### Une image analogue

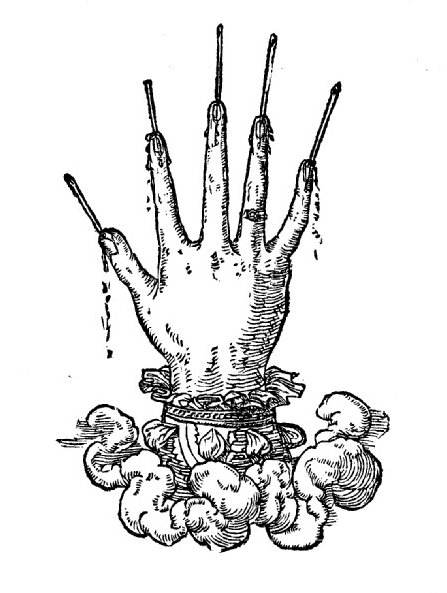
Main saignante, gravure de Bernard Salomon, publiée en 1557 dans le livre d'emblèmes Les Devises héroïques de Claude Paradin.

Il faut noter une intrigante analogie avec une gravure de Bernard Salomon datant de 1557, publiée dans le livre d'emblèmes Les Devises héroïques de Claude Paradin. Le livre d'emblèmes est un type d'ouvrage très populaire au XVIe siècle, recueil d'images énigmatiques accompagnées d'un court texte anecdotique ou symbolique. L'image publiée n'a rien à voir avec la main de gloire magique : elle illustre les souffrances et tortures infligées par les habitants de Locres aux filles innocentes du tyran de Syracuse Denys le Jeune après sa chute en 343 av. J.-C. La gravure montre les aiguilles qui leur auraient été enfoncées sous les ongles avec des gouttes de sang tombant des doigts.
L'analogie visuelle est pourtant frappante avec les mains de gloire des peintres flamands. Il est possible que la gravure de Bernard Salomon les ait inspiré pour la représentation macabre des mains de gloire (l'ouvrage est antérieur de quelques années à la gravure de Pieter Brueghel l'Ancien). Cette image est en tout cas utilisée dans certains sites traitant des mains de gloire.

### Orfèvrerie
Une main de gloire était gravée sur une pièce du bracelet-talisman de Catherine de Médicis,,, sans que l'on en ait une représentation.

### Littérature
- Savinien de Cyrano de Bergerac met en scène le magicien Agrippa revenu d'entre les morts pour lui montrer sa puissance occulte dans un court récit où le sorcier énumère ses pouvoirs, et parmi ceux-ci[59] : « Je fais trouver des mains de gloire aux misérables que je veux enrichir. Je fais brûler, aux voleurs, des chandelles de graisse de pendu, pour endormir les hôtes, pendant qu'ils exécutent leurs vols. »
- Walter Scott l'évoque dans L'Antiquaire (1816) dans la bouche d'un charlatan allemand appelé Dousterswivel[60] : « [...] la main te gloire est pien connue dans les pays qu’habitaient autrefois fos ancêtres ; c’est une main qui toit être coubée à un mort qui aura été pendu pour meurdre, et qu’on fait sécher à la fumée du genévrier, et si fous ajoutez un peu te pois de houx, la chose n’en ira bas mieux, c’est-à-dire n’en ira que mieux ; puis fous prenez un beu te graisse l’ours, te plaireau, te sanglier, et te betit envant à la mamelle, qui n’aura pas été babtisé (car c’est ein chose très essentielle), et fous en faites une chantelle que fous mettez tant la main te gloire, à une certaine heure et avec te certaines cérémonies ; et celui qui cherche tes drésors, il est sûr de n’en jamais troufer. » Ce passage mélange curieusement la recette macabre de la main de cadavre et la découverte de trésor en utilisant de la graisse d'enfant non-baptisé, en une sorte de synthèse de plusieurs traditions.
- Gérard de Nerval fait de la main de gloire, le titre d'une de ses nouvelles de jeunesse en 1832, qui sera ensuite rebaptisée La Main enchantée[2]. Si le thème est bien fantastique et cite le Petit Albert, la main de la nouvelle est en revanche une main vivante qui, enchantée, prend une vie propre à l'insu de son propriétaire.
- Dans le roman L'Influence d'un livre par  Philippe Aubert de Gaspé publié en 1837 (considéré comme le premier roman de la littérature québécoise[61]), le héros, qui se passionne pour l'occultisme, cherche à fabriquer une main de gloire et parvient à subtiliser une main de supplicié[62].
- La Main de gloire (The Hand of Glory) fait partie des Légendes d'Ingoldsby (The Ingoldsby Legends (en)) publiées en 1840 par Richard Barham ( lire en ligne sur Wikisources)
- La « main de gloire » (qui illumine la nuit d'un « éclat doré ») clos le poème L'Heure du sabbat appartenant au recueil Gaspard de la nuit  d'Aloysius Bertrand, publié en 1842[63].
- Théophile Gautier l'évoque dans son Capitaine Fracasse en 1863 lors d'une énumération des leçons d'un voleur : « Tu m'appris à parler le narquois, à me déguiser de vingt manières diverses, comme feu Protéus quand il était pressé des gens ; à ficher le couteau dans le nœud d'une planche à trente pas de distance; à moucher une chandelle d'un coup de pistolet; à passer comme la bise à travers les serrures; à me promener invisible par les logis, de même que si j'eusse eu une main de gloire en ma possession; [...] »[64]
- La Main de gloire est le titre d'un court récit de Marcel Schwob, paru dans L'Écho de Paris le 11 mars 1893[47], qui reprend l'histoire racontée par Martín Antonio Delrío en 1593[41].
- Alfred Jarry cite trois fois la main de gloire en 1894 dans ses Minutes de sable[65] : « Telles des lucioles , les chandelles de résine portaient prétentieusement leurs yeux aux ongles de leurs mains de gloire , comme des limaces au bout des cornes. » [...] « Chauve-souris , doublure de sexe tentaculaire retourné , fourré de chevreuil , desséchant dans un grimoire sa main de gloire ; » [...] « Et voici ma main qui cherche tes mains dont l' effort figé monte au zénith blême... Mais sa main de gloire , en geste moqueur , flambe comme un phare ; la rafale emporte son ricanement... »
- « Je voulais que brûlât l’horrible main de gloire » écrit Guillaume Apollinaire dans son poème L'Enfer (1912).

### Musique
La Main de gloire, opéra de Jean Françaix d'après le récit de Gérard de Nerval. Première à Bordeaux le 7 mai 1950.